# 亨氏似長頜魚
亨氏似長頜魚，為輻鰭魚綱骨舌魚目象鼻魚科的其中一種。分布於非洲幾內亞、獅子山、賴比瑞亞的淡水流域，棲息於靜止或流動水域底部，具有發電器官，用來偵測獵物，體長可達28.7公分。